# فرودگاه الیکل
فرودگاه الیکل (به روسی: Аэропорт Алыкель) یک فرودگاه همگانی با کد یاتا NSK است که یک باند فرود بتن دارد و طول باند آن ۳۴۳۰ متر است. این فرودگاه در شهر نوریلسک کشور روسیه قرار دارد و در ارتفاع ۱۷۵ متری از سطح دریا واقع شده‌است.

## شرکت‌های هواپیمایی و مقصدهای پروازی

### مسافری
| شرکت‌های هواپیمایی                      | مقصدهای پروازی                                                                              |
| -------------------------------------- | ------------------------------------------------------------------------------------------- |
| KrasAvia                               | دیکسون، خاتانگا                                                                             |
| نورداستار                              | آباکان، پاشکوفسکی، یملیانو، دوموده‌دوو، تولمچوا، روستوف-نا-دونو, سوچی، پالکوو، اوفا، کولتسوو |
| اس۷ ایرلاینز                           | تولمچوا                                                                                     |
| اس۷ ایرلاینز اجرا توسط گلوبوس ایرلاینز | دوموده‌دوو، تولمچوا                                                                          |